# Județul Cahul (Republica Moldova)
Cahul a fost până la rearanjarea administrativ-teritorială pe raioane un județ al Republicii Moldova. Se învecina cu România (vest) și Ucraina (sud-est), cu județele Lăpușna și Taraclia și cu Unitatea Teritorială Autonomă Găgăuzia.

## Descriere
Județul Cahul a fost format în 1998 pe teritoriul fostelor raioane Cahul, Cantemir și Vulcănești. 
Geografic, județul era situat în Câmpia Prutului de Jos, Câmpia de Vest a Mării Negre și Podișul Tigheci.